# Cellettes, Loir-et-Cher
Cellettes är en kommun i departementet Loir-et-Cher i regionen Centre-Val de Loire i de centrala delarna av Frankrike. Kommunen ligger i kantonen Blois 2e Canton som tillhör arrondissementet Blois. År 2022 hade Cellettes 2 700 invånare.

## Befolkningsutveckling
Antalet invånare i kommunen Cellettes
| Referens: INSEE |